# LINA
LINA war eine Laufzeitumgebung für LINA-Software, welche diese unter Windows, macOS oder Linux selber ausführt.
LINA ermöglicht die plattformunabhängige Nutzung von LINA-Software. LINA nutzt die Linux-APIs, sodass Linux-Programme leicht auf die LINA-Plattform portiert werden können. Da die Linux-APIs gut dokumentiert sind, können sie leicht auf verschiedene Plattformen übertragen werden. Daher ist die Entwicklung viel schneller als Wine, welches Windows-Software auf anderen Plattformen ausführt, möglich.